# Večerníček (postava a znělka)
Večerníček je kreslená postavička malého chlapce v papírové čepici, vystupující ve znělce uvádějící stejnojmenný dětský televizní pořad, kde jako kolportér rozhazuje večerníčkovské lístky. Autorem postavičky je výtvarník Radek Pilař, režisérem Václav Bedřich, animátorem Antonín Bureš, autorem doprovodné hudby Ladislav Simon a hlas jí propůjčil tehdy pětiletý Michal Citavý.

## Podoba znělky
Ve znělce se Večerníček nejprve 7× otočí po celé obrazovce (spirálovitě), sejmutím čepice pozdraví „Dobrý večer!“, poté vyběhne po 20 schodech, poté skočí dolů, povozí se na houpacím koníkovi, koník se poté změní v otevřené osobní auto a následně v jednokolku. Po celou dobu znělky vystupuje chlapec v úloze novinového kamelota. Volně rozhazuje listy papíru (celkem 21), přičemž poslední list pak ukáže směrem k divákům a na něm je logo České televize. Po skončení pohádky následuje závěrečná část znělky, kdy se Večerníček s diváky rozloučí větou „Dobrou noc!“ a z obrazovky zmizí podobně jako se objevil v úvodu znělky.
Animovaná znělka Večerníčků se postupem doby jejího používání od roku 1965 až do současnosti stala nejstarší televizní znělkou v České republice. Používána je od léta roku 1965, barevně pak od roku 1973.

## „Kontroverze“
Lidové noviny v dubnu 2007 informovaly o tom, že Radě České televize si na znělku Večerníčku stěžoval divák V. Sedloň (nedlouho poté, co RČT zcela vážně řešila stížnost myslivců, kteří se jedním z příběhů cítili poškozování na pověsti). Podle Sedloně znělka „porušuje zásady ekologické výchovy, vybízí k porušování silničního zákona, navádí k hazardu se zdravím a ignoruje bezpečnostní pravidla platná v celé Evropské unii“. Předseda RČT Jiří Baumruk na zasedání rady 4. dubna 2007 slíbil, že „Rada České televize doporučí generálnímu řediteli, aby do znělky Večerníčku byly doplněny některé bezpečnostní prvky jako zábradlí, bezpečnostní pásy, padák a aby úvodní sekvence byla opatřena výrazným nápisem Třídíme odpad“. Petr Uhl poté stížnost zlehčil jakožto možný žert. Podle záznamu z jednání vzala RČT na vědomí informace o stavu vyřizování stížností, stížnost V. Sedloně je evidována pod č. j. 204 s datem přijetí 29. 3. a jako způsob vyřízení je uvedena „odpověď RČT“.

## Planetka
Po postavičce byla pojmenována planetka (33377) Večerníček, objevená 12. února 1999 Petrem Pravcem v Ondřejově.